# 田中智也
田中 智也（たなか ともや、1970年3月6日 - ）は、東京都出身の俳優、身長181cm。体重75kg。

## 出演

### 映画
- 雨あがる（2000年、東宝＝アスミック・エース）
- CROSS（2001年、アップリンク）

### テレビドラマ

#### NHK
- トーキョー国盗り物語（1993年）
- 琉球の風（1993年） - 豊臣秀頼
- 八代将軍吉宗（1995年）
- 葵 徳川三代（2000年） - 松平忠明
- 連続テレビ小説 こころ（2003年）
- 坂の上の雲（2009年） - 竹下勇
- 龍馬伝（2010年） - 三宅康保

#### 日本テレビ
- もうひとつのJリーグ（1993年）
- 刑事・鬼貫八郎3 完全犯罪（1994年）
- 禁じられた遊び（1995年）
- 地方記者・立花陽介6 鎌倉湘南通信局（1995年）
- 恋も2度目なら（1995年）
- 恋の片道切符（1997年）
- 平成夫婦茶碗〜ドケチの花道〜（2000年）
- 天国のダイスケへ〜箱根駅伝が結んだ絆〜（2003年）
- 左目探偵EYE（2009年）

#### TBS
- ぽっかぽか（1994年）
- ボーダー 犯罪心理捜査ファイル(1999年）
- 永遠の1/2(2000年）
- マイリトルシェフ(2002年）
- 税務調査官・窓際太郎の事件簿8(2002年）
- 棟居刑事2 高層の死角 〜完全なホテル密室殺人!(2003年）
- ザ・今夜はヒストリー（2012年） - 平清盛

#### フジテレビ
- 踊る大捜査線(1997年)
- その時がきた(1997年-東海テレビ)
- お水の花道(1999年)
- 救命病棟24時 第1シリーズ(1999年)
- サラリーマン刑事2(1999年)
- TEAM(1999年)
- やまとなでしこ(2000年)
- おばさんデカ 桜乙女の事件帖9(2000年)
- 地獄の花嫁3 殺意のジューンブライド(2002年)
- 美女か野獣(2003年)

#### テレビ朝日
- せつない(1998年)
- 警視庁女性捜査班1 金曜日の暴行魔(1999年)
- 家政婦は見た!18(1999年)
- 西村京太郎トラベルミステリー34 津軽・陸中殺人ルート(1999年)
- YASHA-夜叉-(1999年)
- はみだし刑事情熱系 PART5(1999年)
- ママさん記者・明衣子の事件(1999年)
- R-17(2001年)
- es 危険な扉 -愛を手錠で繋ぐ時-(2001年)
- G-taste(2001年)
- 事件記者冴子の殺人スクープ!3(2001年)
- 20世紀の成功神話「経営の神様 松下幸之助」(2001年)
- 九龍で会いましょう(2002年)
- 音女(2008年)

#### テレビ東京
- 多摩南署たたき上げ刑事・近松丙吉1 冷たい灼熱 〜白昼主婦殺人事件!〜(2001年)

### 特撮
- ウルトラマンティガ（1997年）
- ウルトラマンガイア（1999年）
- 仮面ライダーアギト（2001年）
- 仮面ライダー龍騎（2002年）

### PV
- DJ PMX - NO PAIN NO GAIN feat.MACCHO & ZEEBRA（2002年）
- Zeebra - BIG BIG MONEY feat. HIRO （2003年）

### 舞台
- ザ・中学教師3（プラチナ・ペーパーズ・堤泰之演出）
- 7人のこびとと白雪姫（プラチナペーパーズ・堤泰之演出）
- 冬の鼠(不消者)
- 港入口 若津屋食堂(東京スウィカ)
- 八犬伝(ショーGEKI)
- 新撰組(ショーGEKI)
- GROSS UND KLEIN　大と小（TPT・手塚とおる演出）
- 御園座早乙女太一特別公演
- マイ・セブン　VOLTAGE WORLD(グワィニャオン・西村太佑演出)
- ほたえな 胸中が猿(グワィニャオン・西村太佑演出)
- ベアトリーチェ・チェンチの肖像(Theater LOV・田尾下哲・田丸一宏演出)
- 愛の勝利(疎開サロン・田丸一宏演出)

### CM
- ザウス
- 月刊少年ジャンプ(ズームイン!!朝!生CM)
- キリン春咲き生ビール
- サッポロ北海道生ビール
- TOYOTA 一億台キャンペーン
- スマートコミュニティ
- アリナミン
- チューリッヒ
- House Wellnes C1000 1日分のビタミン(コンビニ篇)
- ソフトバンク（災害用伝言板篇）
- サンヨーハウジング名古屋

### ラジオ
- 紅はこべ
- イズァローン伝説
- ネオ・ファウスト
- リバイバル

### 吹き替え
- 食客
- WITHOUT A TRACE/FBI 失踪者を追え!
- グッド・ワイフ
- クローザー
- バービー プリンセス&ポップスター
- ヒューマン・ターゲット
- 恋するマンハッタン3
- ジャックはしゃべれま1,000
- ビクトリアス

### ナレーション
- 西部ピアノ
- マイクロソフト
- アクサ生命

### アニメ
- HELLSING（傭兵[1]）

### その他
- BS世界のドキュメンタリー（ボイスオーバー）
- BBC地球伝説（ボイスオーバー）